# Cabo Meteor
El Cabo Meteor (en noruego: Kapp Meteor) es un cabo localizado en el extremo oriental de la Isla Bouvet, en el océano Atlántico Sur. Se caracteriza por la presencia de abruptos acantilados que se encuentran en la zona costera de Mowinckelkysten (localizada entre los cabos Lollo y Fie), al norte de la playa Svartstranda. Fue cartografiado de forma aproximada en 1898 por la expedición alemana comandada por Carl Chun, y recibió su nombre por el barco Meteor, en el cual la expedición alemana al mando del capitán F. Spiess visitó la isla en 1926. El nombre aparece en una carta marítima británica, realizada por el personal del barco RRS Discovery II, en el año 1930.